# Robert Gadocha
Robert Gadocha est un footballeur international polonais né le 10 janvier 1946 à Cracovie. Il était attaquant.

## Biographie
Robert Gadocha joue principalement en faveur du Legia Varsovie et du FC Nantes.
Il est champion olympique en 1972 et troisième de la Coupe de monde 1974 avec la Pologne.

## Carrière
- 1957-1965 :  Garbarnia Cracovie
- 1965-1966 :  Wawel Cracovie
- 1967 - janvier 1975 :  Legia Varsovie
- Janvier 1975-1977 :  FC Nantes
- 1978 :  Chicago Sting
- 1980-1982 :  Hartford Hellions[1],[2]

## Palmarès
- 65 sélections et 16 buts en équipe de Pologne entre 1967 et 1975
- Champion Olympique en 1972 avec la Pologne
- Troisième de la Coupe de Monde 1974 avec la Pologne
- Champion de France en 1977 avec le FC Nantes
- Champion de Pologne en 1969 et 1970 avec le Legia Varsovie
- Vainqueur de la Coupe de Pologne en 1973 avec le Legia Varsovie
- Finaliste de la Coupe de Pologne en 1969 et 1972 avec le Legia Varsovie